# Yamato Nadeshiko Shichi Henge
Yamato Nadeshiko Shichi Henge (ヤマトナデシコ七変化 Yamato Nadeshiko Shichi Henge?) (denominación al ideal de belleza femenina en Japón, piel blanca, bonita, educada y elegante), también conocida como The WallFlower, es un manga Shōjo escrito por Tomoko Hayakawa. Nippon Animation adaptó el manga en una serie de 25 episodios, dirigido por Shinichi Watanabe, transmitiéndose en TV Tokyo y TV Aichi del 3 de octubre de 2006 al 27 de marzo de 2007. Cuenta con un dorama de 10 episodios estrenado en el 2010.

## Argumento
La protagonista de esta historia es Sunako Nakahara, una chica que tiene un severo problema de autoestima debido a que cuando iba en secundaria, se le declaró al chico que le gustaba, pero este le respondió que a él no le gustaban "las chicas feas". Desde ese día, Sunako dejó de preocuparse de sí misma, se dejó el flequillo largo para que nadie le pudiera ver la cara, y se refugió en el mundo del gore y las películas de terror, convirtiendo a un muñeco modelo de anatomía humana, a un esqueleto de plástico (con sombrero, capa y estola) y a otro modelo de anatomía sobre un pedestal, en sus mejores amigos, llamándolos Hiroshi-kun, Josephine y Akira, respectivamente. Cuando sus padres se van a África, Sunako se va a vivir a la mansión de su tía, que tiene otros cuatro inquilinos de su edad: Kyouhei, Ranmaru, Yukinojo y Takenaga. Todos extremadamente guapos y príncipes del instituto, a quienes la tía de Sunako les pidió que convirtieran a su sobrina en una señorita, y a cambio les dejaría el alquiler gratis durante tres años, pero si fallaban, ¡el alquiler aumentaría el triple!. Los chicos aceptaron la propuesta, confiando en sus grandes habilidades con las chicas, pero cuando conocen a Sunako se dan cuenta de que será una tarea difícil. También hay que mencionar que Sunako no puede soportar a las “criaturas brillantes”, que son todas las personas hermosas, por lo que ella trata a toda costa de escapar de aquella gente tan perfecta, de lo contrario, su nariz sangra terriblemente, lo cual le causa muchos problemas.

## Personajes

### Principales
Sunako Nakahara (中原 スナコ Nakahara Sunako?)
Voz por: Yukiko Takaguchi
Sunako es una chica totalmente descuidada de sí misma y amante del gore, ella tiene una mala imagen de sí misma, todo esto se debe a que luego de declararse al chico del cual estaba enamorada, este le dijo que no le gustaban las chicas feas. La mayor parte del tiempo ella se encuentra en lugares oscuros y tapada con una manta negra para que no le dé el sol. A Sunako le fascinan todas las cosas oscuras, las películas de horror y mórbidas en una forma extrema. Sunako posee una sorprendente fuerza, capaz de levantar a alguien 2 veces más grande que ella con una sola mano. Debido a sus experiencias, Sunako reacciona violentamente cuando alguien le dice "odio a las chicas feas".
Ella se ve a sí misma como una persona horrible, ella cree que las personas hermosas pueden llegar a ser feas, pero las personas feas nunca podrán ser hermosos, también tiene la creencia de que la gente fea como ella debe permanecer en la oscuridad. Ella tiene cuatro "amigos", un esqueleto llamado Josephine y dos figuras anatómicas llamado Hiroshi-kun y Akira-kun más adelante obtiene un nuevo amigo llamado George que es nada menos que el "esposo" de Josephine.
Kyouhei Takano (高野 恭平 Takano Kyohei?)
Voz por: Showtaro Morikubo
Este personaje está inspirado en el cantante favorito de la autora llamado Kiyoharu. Kyohei tiene una personalidad algo conflictiva, y a menudo dice lo que piensa sin pensar en las consecuencias, también es un muy buen luchador igualando a Sunako (e incluso es muy probable que Kyohei sea más fuerte), tiende a sucumbir ante el dinero y la comida ya que le encanta comer, y además adora las fresas. Él al principio se mostraba reacio a vivir con compañeros pero más tarde los va aceptando como sus amigos. Cabe señalar que, a diferencia de sus compañeros, Kyohei desprecia la atención que recibe debido a su apariencia. Asimismo, cabe señalar que, si bien es increíblemente atractivo, a menudo sufre de una mala auto imagen. De entre los cuatro, Kyohei es el que mejor se lleva con Oba-san, aunque la respeta y le tiene miedo como los otros chicos, ya que Oba-san actúa como la voz de la experiencia de Kyohei (esto se ve más a menudo el dorama).
Takenaga Oda (織田 武長 Oda Takenaga?)
Voz por: Tomokazu Sugita
Takenaga es algo tímido y sensible, él se describe como un feminista. Se podría decir que es el más maduro dentro de la serie, es sumamente tímido, le cuesta expresar sus emociones y es quien trata de mantener la calma entre el grupo. Es un chico bastante inteligente, recibiendo constantemente buenas notas en la escuela, tanto así que Yuki se sorprendió al ver la amplia colección de libros de Takenaga, siendo la mayoría en lenguas extranjeras o sobre temas oscuros. No se lleva muy bien con Oba-san, aunque la respeta y le tiene miedo como los otros chicos, debido a que Oba-san puede darse cuenta fácilmente de los planes de Oda. Él se fue de su casa con el fin de vivir una vida más normal. Él es el heredero de una familia acomodada descendiente de los maestros de flores (ikebana), pero la constante presión que sentía por parte de su familia hizo que se distanciara emocional y socialmente de ellos. Sus intentos de reforma de Sunako por lo general corren más hacia su educación, y ha intentado hasta enseñarle matemáticas. Empieza a salir con Noi, a quien cariñosamente llama "Noi-chi".
Yukinojo Toyama (遠山 雪之丞 Tōyama Yukinojo?)
Voz por: Yamauchi Yūya
Es el más andrógino de los cuatro, "Yuki" es suave al principio y es el que más se asusta al ver a Sunako. Él es también el más bajito y tímido, posee una cara muy linda incluso llevándolo a vestirse de mujer (muy a regañadientes) en más de una ocasión. Yuki se crio en una familia pobre y antes de ir a vivir a la mansión tenía una vida escolar normal; inicialmente se hizo cargo de las tareas domésticas hasta la llegada de Sunako. Él termina viviendo en la mansión porque su madre y la dueña resultan ser amigas. Irónicamente, a pesar de ello se sabe que Yuki es pésimo cocinando, hasta el punto de que Takano y Oda afirman que la comida de Moori es mejor que la de Yuki (cuando Moori es conocido por no saber hacer tareas domésticas).
Ranmaru Morii (森井 蘭丸 Morii Ranmaru?)
Voz por: Hirofumi Nojima
Ranmaru es el playboy de la casa, suele salir con diversas mujeres mayores (y, a menudo, casadas). Proviene de una familia adinerada que posee una cadenas hoteleras, pero fue enviado a vivir con la dueña de la mansión porque abusaba de su riqueza y sus padres lo querían convertir en un chico "normal" ya que creían que necesitaba una dosis de realidad. A pesar de ello, Ranmaru, sorprendentemente, sabe cocinar y muy bien, hasta el punto de que Takano y Oda afirman que la comida de Moori es mejor que la de Yuki (aunque Yuki es pésimo cocinero). De entre los cuatro, Ranmaru es el que peor se lleva con Oba-san, aunque la respeta y le tiene miedo, ya que Oba-san suele golpearlo por sus constantes coqueteos hacia ella.
Mine Nakahara
Voz por: Yuka Komatsu
Es la tía de Sunako, comúnmente llamada como  "Oba-san' o "tía", y es quien espera que Kyohei, Takenaga, Yuki y Ranmaru transformen a Sunako en una dama y se autodenomina a sí misma como la "infame María Antonieta del Oriente". La señorita Nakahara es extremadamente rica y suele viajar de manera poco convencional, como por ejemplo en una flota de helicópteros. La fantástica casera raramente está en casa, y por lo general se encuentra en Francia con su último novio. Así, los cuatro chicos han logrado convencerla de que Sunako está en la vía rápida para convertirse en una dama, cuando en realidad no es así. Sin embargo, la patrona también suele hacerles visitas inesperadas, que a menudo conducen a que los chicos hagan quedar mejor a Sunako para que suela parecerse más a una dama y, en ocasiones, lo que resulta mal en cuanto al asunto de su renta, provocando que la misma aumente en vez de decrecer, cuando no todo sale como estaba previsto. Se sabe que es terrible cocinando, tanto que no puede hacer una taza de café sin destruir toda la cocina.

### Secundarios
Noi Kasahara (笠原 乃依 Kasahara Noi?)
Voz por: Mai Nakahara
Es una chica muy bonita y popular. Le encanta ser llamada "bella" o "brillante" por los demás, pero especialmente por Sunako. Ella es una de las pocas personas que a primera vista aceptó inmediatamente a Sunako llegando a convertirse en su mejor amiga en la escuela ya que Sunako es rechazada por su tenebrosa conducta y relación con los muchachos. Noi admira la dura actitud de Sunako y también cree que Sunako y Kyohei son compatibles como pareja. Noi es la novia de Takenaga, aunque ella a veces tiende a ser insegura acerca de su relación porque Takenaga es demasiado tímido para admitir abiertamente que le gusta ella. Ella es muy amable con los chicos y les ayuda a menudo en situaciones difíciles, ya sea sobre Sunako o simples problemas en casa.
Kikunoe Tamao (菊之井 玉绪 Tamao Kikunoe?)
Es una persona muy rica, pero muy amable sensible y delicada. Ella estudia en una escuela de mujeres donde son educadas para ser damiselas. Tiene un matrimonio arreglado con Ranmaru, quien no conoce, pero, al conocerlo siente una atracción por él. Él intenta en su primera intenta por medio de distintos métodos que ella lo odie, pero no lo consigue. Kikunoe también se entera de que tiene varias mujeres, pero al final se llega a enamorar de Ranmaru y se lo confiesa, así que esperara su respuesta de parte de él.
Hermanas Goth-Loli
Aparecen constantemente como "fanes" de los 4 chicos, Lassine (Cabello Azul), Madeleine (Cabello Rubio), Roxanne (Cabello Rosa) e Yvonne (Cabello Castaño), siempre dicen la frase "Goth-Goth-Loli-Loli".

## Medios

### Manga
Cuenta con 36 tomos, actualmente finalizado en Japón. Un fansub esta acabando su traducción al español.

### Anime

#### Lista de Episodios
| # | Título | Estreno                 |
| --- | --- | ----------------------- |
| 1 | «El rayo de luz en la oscuridad» «Kurayami ni Sashikomu Hikari» (暗闇に射し込む光)                                                                  | 3 de octubre de 2006    |
| 2 | «¡El plan para quitar la cortina de Aaero!» «Tetsu no Curtain wo kōryakuseyo!» (鉄のカーテンを攻略せよ!)                                            | 10 de octubre de 2006   |
| 3 | «Ah, nostálgica juventud oscura» «Aa, Natsukashi no Kurai Seishun» (ああ, 懐かしの暗い青春)                                                         | 17 de octubre de 2006   |
| 4 | «Llamando a Sunako» «Sunako, Oyobi desu» (スナコ, およびです)                                                                                       | 24 de octubre de 2006   |
| 5 | «El banquete de las hermosas criaturas» «Utsukushiki Monotachi no Utage» (美しきものたちの宴)                                                       | 31 de octubre de 2006   |
| 6 | «Soñando en Halloween» «Yume miru Harowin» (夢見るハロウィン)                                                                                       | 7 de noviembre de 2006  |
| 07 | «¡Soy el número uno!» «Ai amu Nambā Wan» (アイ アム ナンバーワン)                                                                                   | 14 de noviembre de 2006 |
| 8 | «Invierno en el País de las Maravillas» «Winter Wonder Land» (冬ワンダー·ランド)                                                                    | 21 de noviembre de 2006 |
| 9 | «Sangre derramada y vapor en la ducha de amor - Parte 1» «Onsen wa Yukemuri Chishibuki Koishigure (zenpen)» (温泉は湯けむり血しぶき恋しぐれ(前編))  | 28 de noviembre de 2006 |
| 10 | ««Sangre derramada y vapor en la ducha de amor - Parte 2»» «Onsen wa Yukemuri Chishibuki Koishigure (kōhen)» (温泉は湯けむり血しぶき恋しぐれ(後編)) | 5 de diciembre de 2006  |
| 11 | «Estamos a la mitad del estudio» «Tadaima Tesuto Benkyōchū» (ただいま テスト 勉強チュー)                                                            | 12 de diciembre de 2006 |
| 12 | «¡Oh, mi dulce hogar!» «Oh, my sweet home!» (ああ、私の甘い家！)                                                                                    | 19 de diciembre de 2006 |
| Empieza cuando están decorando el árbol de Navidad en eso todos empiezan a recordar como se conocieron pues eran en esas épocas. Ninguno de ellos se llevaban bien siempre se la pasaban peleando pero todos terminaron trabajando en equipo cuando todos intentaron salvar a Kyouhei de todas las chicas que lo acosaban. Al final todos se hicieron amigos y fueron salvados gracias a la tía de Sunako. | |                         |
| 13 | «Oui, Monsieur» «Ui, musshū» (ウィ, ムッシュウ!) | 26 de diciembre de 2006 |
| Empieza cuando Sunako está viendo películas de terror y Yuki la interrumpe. Más tarde Yuki les dice a todos que interrumpió a Sunako porque quería que les cocinara algo con esos hongos pero Ranmaru se ofrece y cocina los hongos en una sopa cuando están justo por comerlos le preguntan de donde había sacado los Hongos Yuki les responde que se los había encontrado todos se enojan y los vomitan pero en ese instante Sunako ya se los había cocinado eso hace que se desmaye y se convierta en una verdadera "Dama". Todos estaban encantados hasta la mañana siguiente ya que se había vuelto una verdadera "Dama" así que todos intentan volverla a la normalidad ya que no se sentían cómodos, al final logran volverla a la normal.                              | |                         |
| 14 | «La belleza de los bosques durmientes» «Nemureru Mori no Ojō-sama» (眠れる森のお嬢様)                                                               | 9 de enero de 2007      |
| Empieza cuando Ranmaru está dormido y se levanta cuando recibe una llamada y al no decidir contestar irrita a los de más, cuando está tomando una ducha dice "Ya no hay nada que me motive" cuando sale de paseo recibe una llamada de su papá donde le decía que ya lo había hecho un matrimonio acordado y Ranmaru como no quería casarse le pide ayuda a los chicos para que rompan su matrimonio acordado. Los chicos deciden hacer que la prometida lo odie, cuando va a la cena con sus padres y su prometida | |                         |
| 15 | «Los piratas del Trés Bien» «Pairētsu obu Tore Bian» (パイレーツ オブ トレビアン)                                                                   | 16 de enero de 2007     |
| Empieza cuando a la tía de Sunako le están dando un masaje y decide comprar una isla que está maldita e invita a todos los de más, todos van de vacaciones excepto esta Sunako quien va en busca de calaveras o cualquier otra cosa y este kyouhei quiere buscar un tesoro. Cuando Sunako encuentra una calavera está suelta el alma de un capitán en ese instante Sunako queda poseída todos intentan salvarla pero también quedan poseídos todos excepto Kyouhei quien será sacrificado, todos logran salir de estar poseídos todos menos Sunako quien sigue insistiendo en matar a Kyouhei, al final logran salvar a Sunako del espíritu del capitán y todos logran salir a salvo de la isla.                                                                               | |                         |
| 16 | «El sueño se vuele realidad» «Dorīmu Kamuzu Torū» (ドリーム カムズ トゥルー)                                                                        | 23 de enero de 2007     |
| Empieza cuando todos están soñando lo que desean, al día siguiente todos están en la secundaria en un festival deportivo en el cual por sorpresa participa Sunako, todos la atención es hacia Sunako y Kyouhei quienes son los mejores participantes a los dos cada maestro les propusieron un trato pero si es que el equipo ganara el trato se cumpliría, ya en el último evento los maestros son descubiertos por un maestro y dado eso se cancelaron todos los tratos en eso se detienes los dos y se caen antes de cruzar la meta eso dice que nadie fue el ganador, de todos modos los levantan como si ellos hubieran ganado | |                         |
| 17 | «¡Bravo chicas!» «Gāruzu Burabō!!» (ガールズ ブラボー!!)                                                                                            | 30 de enero de 2007     |
| Comienza cuando Noi llega para invitar a Takenaga a una cita pero no se encuentra así que este Ranmaru le ayuda a planear la cita, cuando llega Takenaga con Tamao "La prometida de Ranmaru) se genera un malentendido lo que hace que Noi corra al cuarto de Sukano para que la consuele detrás de Noi sale corriendo Tamao cuando se encuentran se resuelve el malentendido así que deciden irse a un Spa para hacerse más bonitas y que la quisieran más también llevándose consigo a esta Sunako. Al día siguiente tienen una cena solo para chicas intentan dejar atrás sus amores pero se deciden por luchar por sus amores al final Tamao le dice a Ranmaru que lo ama y este Takenaga pide perdón por lo que había dicho a Nai al final todos felices se ponen a cenar | |                         |
| 18 | «Sueño, amor correspondido» «Yume·Sōshi Sōai» (夢·相思 相愛)                                                                                        | 6 de febrero de 2007    |
| Empieza cuando Sunako esta de compras, cuando regresa a casa todos están vestidos de vampiros y monstruos como si fuera Halloween todo lo hacen para que Sunako se acostumbrara a usar vestidos y ese fuera el primer paso para volverla una "Dama". Cuando se pone el vestido empieza a actuar raro y se va de compras todos empiezan a mirarla extraño y un niño que es amigo de ella la invita a su supuesta guarida secreta pero los adultos piensan que Sunako había secuestrado al niño, cuando vieron lo que estaba pasando decidieron irla a salvar los 4 chavos y Noi vestidos como príncipes y caballeros de la realeza | |                         |
| 19 | ««Battlechicks Valentine»» «Batoruchikku Barentain» (バトルチック バレンタイン)                                                                     | 13 de febrero de 2007   |
| 20 | «Test de amor» «Ai no Shiren» (愛の試練) | 20 de febrero de 2007   |
| 21 | «Memorias en sepia» «Sepia-iro no Omoide» (セピア色の思い出)                                                                                        | 27 de febrero de 2007   |
| 22 | «Un príncipe con piel de cordero» «Hitsuji no Kawa wo Kabutta Ōji-sama» (羊の皮をかぶった王子様)                                                    | 6 de marzo de 2007      |
| 23 | «El ojo de la tormenta viene a casa» «Taifū no Me, Kitaku suru» (台風の目, 帰宅する)                                                                | 13 de marzo de 2007     |
| 24 | «El ojo del tifón se aleja» «Taifū no Me, Meisō suru» (台風の目, 迷走する)                                                                          | 20 de marzo de 2007     |
| 25 | «El camino de convertirse en una dama» «Redi he no Michi» (レディへの道)                                                                            | 27 de marzo de 2008     |

### Dorama
En el décimo octavo Bessatsu Friend, una adaptación de acción real del manga salió al aire como dorama en enero de 2010. El 30 de noviembre, el elenco del dorama fue anunciado. Actores y miembros de grupos J-pop como Kamenashi Kazuya de KAT-TUN en el papel Kyohei, mientras que la actriz Aya Ōmasa desempeña el papel principal como Sunako; Tegoshi Yuya del grupo como Tooyama Yukinojo, Hiroki Uchi como Oda Takenaga y por último Miyao Shuntarou como Morii Ranmaru . Este dorama se transmite en TBS con el tema de apertura por el grupo KAT-TUN "Love Yourself (Kimi ga Kirai na Kimi ga Suki)." Añadieron un personaje principal más, Nakahara Takeru, hijo de la dueña.

## Influencia
Yamato Nadeshiko Shichi Henge inspiró una línea de moda por Julie Haus para el Fashion Week en Nueva York en el 2008.